# First Division 1919/1920
Dvacátý osmý ročník First Division (1. anglické fotbalové ligy) se konal od 30. srpna 1919 do 1. května 1920.
Hrálo se po čtyřech letech, kvůli světové válce a díky vítězství v tomto konfliktu, byla liga rozšířena z 20 na 22 klubů. Sezonu vyhrál poprvé ve své klubové historii West Bromwich, který vyhrál o devět bodů před Burnley. Nejlepším střelcem se stal hráč West Bromwich Fred Morris který vstřelil 37 branek.